# 朵英贤
朵英贤（1932年3月27日—），中國甘肃永靖人，中華人民共和國自动武器专家，中国工程院院士，北京理工大学教授。

## 履历[1]
- 1956年，于北京工业学院毕业。
- 1990年9月8日，国防科工委下发通知：任命朵英贤为5.8mm小口径班用枪械总设计师，后来该型号枪械成为了95式自动步枪，并衍伸出了包括步枪、轻机枪、狙击枪等95式枪族。
- 1999年，当选中国工程院院士。